# Édouard Ordinaire
Pour les articles homonymes, voir Ordinaire.
Hubert Joseph Édouard Ordinaire, né le 27 mars 1812 à Besançon (Doubs) et mort le 12 mars 1887 à Maisières-Notre-Dame (Doubs) est un médecin, alpiniste, publiciste et homme politique français.

## Biographie
Fils de Désiré Ordinaire, recteur de l'académie de Strasbourg, il étudie la médecine dans cette même ville et sort diplômé en 1836. Il séjourne de 1837 à 1841 à Paris, où il devient phalanstérien (fouriériste), « médecin fouriériste dissident ». Il travaille de 1841 à 1851 à l'école de médecine de Besançon.
Alpiniste, il réussit en cinq jours deux fois l'ascension du Mont-Blanc en 1843 et en 1847, il réussit à atteindre le col Silbersattel (4 515 m) avec Victor Puiseux et autres par le glacier du Mont Rose. 
En 1848, il fonde le Républicain de France-Comté et se fait candidat pour le Doubs aux élections de 1848, mais il n'est pas élu. Il est maire de Maisières de 1854 à 1870. En 1867, il est élu conseiller général du Doubs pour le canton d'Ornans. Il est lié au peintre Gustave Courbet avec lequel il a une correspondance ; les deux fils d'Édouard, Olivier et surtout Marcel, assisteront le peintre. Son pamphlet contre le régime impérial: Une élection dans le Grand-duché de Gerolstein, se déroule à Ornans. Cela lui vaut d'être destitué de sa fonction de maire. Il est député républicain du Doubs de 1869 à 1870. Il siège à gauche et vote systématiquement contre l'Empire. 
Il est brièvement préfet du Doubs entre le 4 septembre 1870 et le 20 janvier 1871, démissionnant face aux enjeux militaires, sous la pression de la population et de Léon Gambetta,. Entre-temps il aura fondé une Ligue républicaine de l'Est le 3 octobre 1870, et si la formation est d'inspiration patriotique elle s'avère néanmoins directement contrôlée par des membres de l'AIT qui s'impliqueront dans les préparatifs de la Commune de Besançon. Il est nommé maire de Besançon (apparemment sans entrer en fonction), avant de se retirer de la vie politique. 
Il entre en 1846 à la loge maçonnique "Sincérité, Parfaite Union et Constance Amitié"  du Grand Orient de France et sera l'interlocuteur de Proudhon à son intronisation en 1847. Il est promu maître cette même année.
Publiciste, il écrit surtout des textes politiques, non dépourvus d'humour.
Il est également le cousin du poète, journaliste et homme politique Dionys Ordinaire. 

## Publications
- Aux phalanstériens. La commission préparatoire de l’Institut sociétaire, 1837[13].
- Une élection dans le Grand-duché de Gerolstein, 1867.
- Lettre électorale d'un maire de village à ses collègues, 1868[14].
- Lettre circulaire de la Ligue de "l'Est" pour la défense de la République, 1870[15].
- Des candidatures officielles et de leurs conséquences, 1870[16].
- Du perfectionnement de la race préfectorale, 1870[17].
- Veillées franc-comtoises, 1873[18].

### Sources
- « Édouard Ordinaire », dans Adolphe Robert et Gaston Cougny, Dictionnaire des parlementaires français, Edgar Bourloton, 1889-1891 [détail de l’édition]
- Edward Castleton, « Le moment "proudhonien" de Gustave Courbet ? Max Buchon, Edouard Ordinaire et les Opinions et propos d'un citoyen d'Ornans », Courbet, peinture et politique, Besançon, Éd. du Sekoya, collection « Les cahiers de l'ethnopôle », 2013, p. 25-49.